# Kristina Anđelka Đopar

Kristina Anđelka Đopar (München, 24. lipnja 1984.) - hrvatska operna pjevačica, sopranistica, stalna članica zagrebačkog HNK-a
Rođena je u Münchenu u Njemačkoj 24. lipnja 1984. u obitelji hrvatskih emigranata. Doselila se u Rovišće kraj Bjelovara prije početka osnovne škole, gdje živi i danas. Formalno glazbeno obrazovanje započela je u Glazbenoj školi Vatroslava Lisinskog u Bjelovaru gdje je svirala harmoniku. Diplomirala je solo-pjevanje, u klasi prof. Lidije Horvat Dunjko na Muzičkoj akademiji u Zagrebu 2008. godine. Dobitnica je nagrade „Novi Puccinijev glas“ Hrvatske 2008. godine, nakon čega je bila hrvatska predstavnica na završnom međunarodnom koncertu u talijanskom veleposlanstvu u Beču. 
Ostvarila je uloge kao: Giovanna u Verdijevom "Rigolettu", Ines u Verdijevom "Il Trovatoreu", prva dama u Mozartovoj "Čarobnoj fruli", Klotilda u  Bellinijevoj "Normi", Nella u Puccinijevom "Gianniju Schicchiju" i dr.
Postala je stalna članica Opere Hrvatskog narodnog kazališta u Zagrebu, u kojem nastupa od 2012. godine. Govori njemački, engleski i talijanski jezik.